# جون س. كولت
جون س. كولت (بالإنجليزية: John C. Colt)‏ هو مجرم أمريكي، ولد في 1 مارس 1810 في هارتفورد في الولايات المتحدة، وتوفي في 18 نوفمبر 1842 في سجن.